# Mychal Thompson
Ne doit pas être confondu avec le joueur Mychel Thompson
Mychal George Thompson, né le 30 janvier 1955 à Nassau aux Bahamas, est un ancien joueur professionnel de basket-ball de la National Basketball Association choisi au premier rang de la Draft 1978 de la NBA. Aujourd'hui, Thompson est un consultant pour la radio, analyste pour les Lakers de Los Angeles, coanimateur de l'émission Loose Cannons un talk-show, en compagnie de Steve Hartman et Vic Jacobs sur KLAC une radio de Los Angeles. Thompson (2,08 m pour 103 kg) jouait aux postes d'ailier-fort et de pivot.

## Biographie
Thompson est né aux Bahamas, mais déménagea aux États-Unis dans sa jeunesse, jouant au lycée à Miami en Floride. Il rejoignit ensuite l'Université du Minnesota où il eut une impressionnante carrière universitaire, assez remarquée pour que les Trail Blazers de Portland fassent de lui le numéro 1 de la Draft 1978 de la NBA, faisant de lui le premier joueur né à l'étranger à être sélectionné à ce rang.
Il est le premier étranger de l'histoire à être n°1 de la Draft NBA. 
Thompson était un point de fixation dans la raquette de Portland durant huit années (il manqua cependant une saison pour cause de blessure), où il était titulaire aux postes d'ailier-fort ou de pivot (en fonction de ses coéquipiers). Il fut nommé dans la "All-Rookie team 1979" et a réalisé sa meilleure saison statistique lors de la saison NBA 1981-1982, où il réalisa plus de 20 points et 11 rebonds de moyenne par match. Lors de l'intersaison en 1986, Thompson fut transféré aux Spurs de San Antonio en échange de l'intérieur Steve Johnson.
Thompson joua avec les Spurs pour une demi-saison, avant d'être de nouveau transféré aux Lakers de Los Angeles. Il permit aux Lakers lors de son arrivée à la mi-février 1987 de défendre sur l'ailier des Celtics Kevin McHale face à qui il fournit une très bonne défense et pour soutenir Kareem Abdul-Jabbar. Thompson aida les Lakers à remporter deux titres consécutifs en 1987 et 1988. Il prit sa retraite en 1991.
Thompson était réputé comme étant une personne loquace. Alors que Thompson mettait ses ambitions politiques entre parenthèses (il avait envisagé de devenir Premier Ministre des Bahamas) car il ne désirait pas quitter les États-Unis, il devint ambassadeur des sports des Bahamas (en compagnie de Rick Fox, Canadien mais avec des origines bahaméennes). Outre son émission pour une radio de Los Angeles et son rôle d'analyste pour les matches des Lakers, il a également commenté des matches des Trail Blazers, des Timberwolves du Minnesota, des Grizzlies de Vancouver et des SuperSonics de Seattle.
Son fils Klay Thompson est aujourd'hui professionnel aux Mavericks de Dallas. L'un de ses autres fils, Mychel Thompson, a également joué en NBA, aux Cavaliers de Cleveland. Enfin, son fils Trayce Thompson est un joueur de la Ligue majeure de baseball.